# 28163 Lorikim
28163 Lorikim è un asteroide della fascia principale. Scoperto nel 1998, presenta un'orbita caratterizzata da un semiasse maggiore pari a 2,3055441 UA e da un'eccentricità di 0,1613624, inclinata di 4,39043° rispetto all'eclittica.